# Герб Лёкёчёнского наслега
Герб муниципального образования сельское поселение «Лёкёчёнский наслег» Вилюйского района Республики Саха (Якутия) Российской Федерации.
Герб утверждён решением Лёкёчёнского наслежного Совета № 4 от 18 марта 2009 года.
Герб внесён в Государственный геральдический регистр Российской Федерации под регистрационном номером 6431.

## Описание герба
«В зелёном поле с чещуевидной лазоревой тонко окаймлённой серебром оконечностью, обременённой двумя сообращенными золотыми рыбами — карасями, золотые лосиные рога прямо, сопровождаемые вверху золотым чороном (сосудом для кумыса в виде горшка на трёх ножках)».